# Aprosthema brevicorne
Aprosthema brevicorne är en stekelart som först beskrevs av Carl Fredrik Fallén 1808.  Aprosthema brevicorne ingår i släktet Aprosthema, och familjen borsthornsteklar. Arten är reproducerande i Sverige.